# Lionel Estavoyer
 (juillet 2020).
Si vous disposez d'ouvrages ou d'articles de référence ou si vous connaissez des sites web de qualité traitant du thème abordé ici, merci de compléter l'article en donnant les références utiles à sa vérifiabilité et en les liant à la section « Notes et références ».
Lionel Estavoyer (né en 1950) est un historien d'art français, écrivain régionaliste, conférencier, conseiller culturel pour le patrimoine à la mairie de Besançon. Il est entre autres expert de l'histoire de Besançon et de l'histoire de la Franche-Comté.

## Biographie
Lauréat du concours national des jeunes historiens en 1969, Lionel Estavoyer obtient en 1982 un doctorat en Histoire sociale avec une thèse consacrée à l'œuvre complète de l'architecte Claude Joseph Alexandre Bertrand. 
Spécialiste en particulier de l'histoire de Besançon et de l'histoire de la Franche-Comté du XVIIIe siècle, il publie son premier livre Besançon au Siècle des Lumières en 1978.
Son Guide des maisons et des rues de Besançon de 1982 (réédité en 1985) obtient le « Prix national du meilleur guide ». Il est suivi de plus de soixante ouvrages régionalistes consacrés pour la plupart à Besançon et à la Franche-Comté, à son histoire, à son architecture, son urbanisme, et son patrimoine, à ses collections muséographiques, à ses parcs et jardins... Il est également auteur de nombreux catalogues d’expositions, et de nombreuses contributions scientifiques. Il reçoit la Légion d’honneur, au rang de Chevalier, en 2014,.

## Décorations et récompenses
- 1996 : Chevalier dans l'Ordre National du Mérite
- 1999 :  Chevalier de l'ordre des Arts et des Lettres
- 2005 : Chevalier des Palmes académiques
- 2011 : Médaille des services militaires volontaires.
- 2014 :  Chevalier de la Légion d'honneur[1]

Lionel Estavoyer est lauréat du prix Louis-Pergaud 2010 pour son ouvrage « Demeures de Franche-Comté » de 2009 (présentation et photos de 36 demeures d'exceptions de Besançon et de Franche-Comté).

## Bibliographie partielle

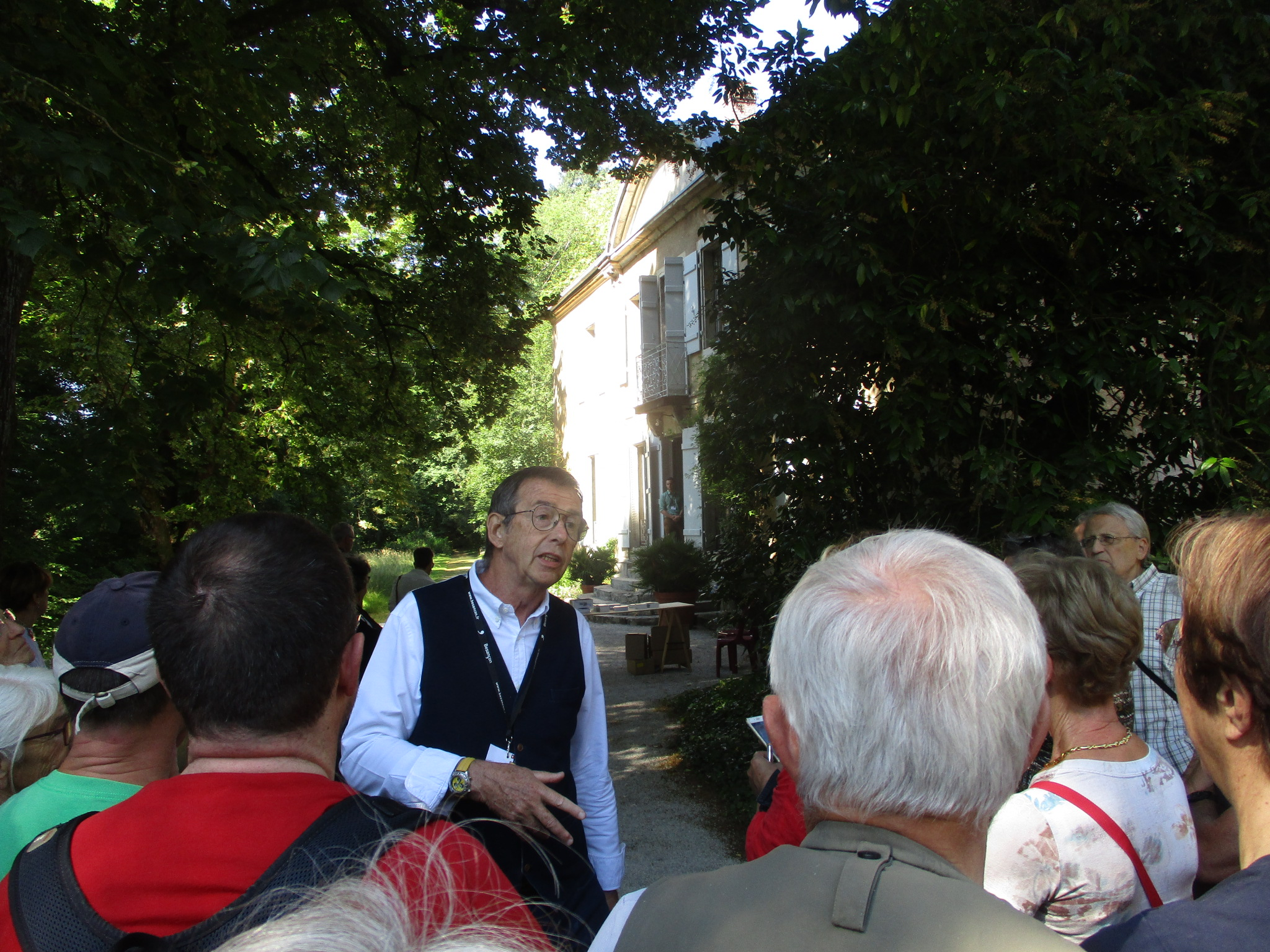
Présentation de la maison de Colette à Besançon en 2019